# Tango vals
Il tango vals è un tipo di tango caratterizzato da un tempo ternario. Deriva dalla fusione del tango (tempo in 2/4) con il valzer (tempo 3/4), per questo è facilmente riconoscibile per il tipico un-due-tre che lo scandisce.

## Caratteristiche
Nel tango vals ogni battuta è composta da tre tempi del valore di 1/4 ciascuno, il primo accentato e gli altri due deboli. I ballerini iniziano la danza sul tempo forte.
Le caratteristiche principali di questo ballo sono la continuità e la fluidità dei movimenti che si ottiene legando bene insieme passi e figure, i ballerini devono dare l'impressione di scivolare sulla pista, come nel liscio o nei valzer francesi, come se non volessero mai fermarsi, seguendo i rallentamenti e le accelerazioni del brano. Per ottenere questo risultato si evitando le figure che per essere eseguite costringono la coppia a fermarsi con molti movimenti sul posto.
Per il tango vals viene utilizzato come schema la cosiddetta Salida cruzada, composta da una serie di otto passi che si differenzia dalla Salida basica per l'uomo ai passi N° 2, 3 e 5. Altri passi tipici del tango vals sono la Calecita ed il Molinete..
Il vals è comunque un tango e come tale deve essere ballato, con fantasia e capacità di improvvisazione.
Molti i nomi, soprattutto di origine italiana, di compositori di tango vals come Juan D'Arienzo.
Desde el alma è forse il più famoso vals criollo. Fu scritto da Rosita Melo a soli 14 anni.